# Geelgroene zegge
De geelgroene zegge (Carex oederi subsp. oedocarpa, synoniemen: Carex demissa, Carex tumidicarpa, Carex viridula subsp. oedocarpa) is een vaste plant die behoort tot de cypergrassenfamilie (Cyperaceae). De soort komt van nature voor in West- en Midden-Europa en Noord-Amerika. In Nederland is hij vrij algemeen en in België vrij zeldzaam. Het is een plant van schrale vochtige plaatsen, vaak daar waar enige verstoring door bijvoorbeeld plaggen of betreding plaatsvindt.

## Beschrijving
De polvormende plant wordt 10–30 cm hoog, vormt een korte wortelstok en heeft gladde, stomp driekantige stengels. De 2–4 mm brede, gekielde en gootvormige bladeren zijn heldergroen. De onderste bladscheden zijn strokleurig tot beige en vervezelen bij het ouder worden.
De geelgroene zegge bloeit van juni tot de herfst met een bloeiwijze die uit een mannelijke aar en twee tot vier vrouwelijke aren bestaat. De mannelijke, meestal duidelijk gesteelde aar zit op de top van de bloeiwijze met daaronder de rechtopstaande, eivormige, tot 13 mm lange en 6–8 mm brede vrouwelijke aren. De bloemen hebben drie stempels. De bladachtige schutbladen zijn langer dan de bloeiwijze en hebben een korte schede. De driekantig-omgekeerd-eivormige, 3–4 mm lange, groene urntjes vergelen later. Aan de top van het urntje zit een iets scheef staande, tweetandige snavel, die korter is dan het urntje. De vrucht is een nootje.

## Carex flava-groep
De soort lijkt sterk op de dwergzegge, maar is in alles wat groter. Beide horen met gele zegge en schubzegge tot de 'Carex flava-groep', soorten die erg gelijken en veelvuldig hybridiseren. Herkenning van soorten en hybriden binnen deze groep vergt veel ervaring.

## Plantengemeenschap
De geelgroene zegge is een indicatorsoort voor het vochtig schraalgrasland (hm), een karteringseenheid in de Biologische Waarderingskaart (BWK) van Vlaanderen en het Brussels Hoofdstedelijk Gewest.

## Afbeeldingen

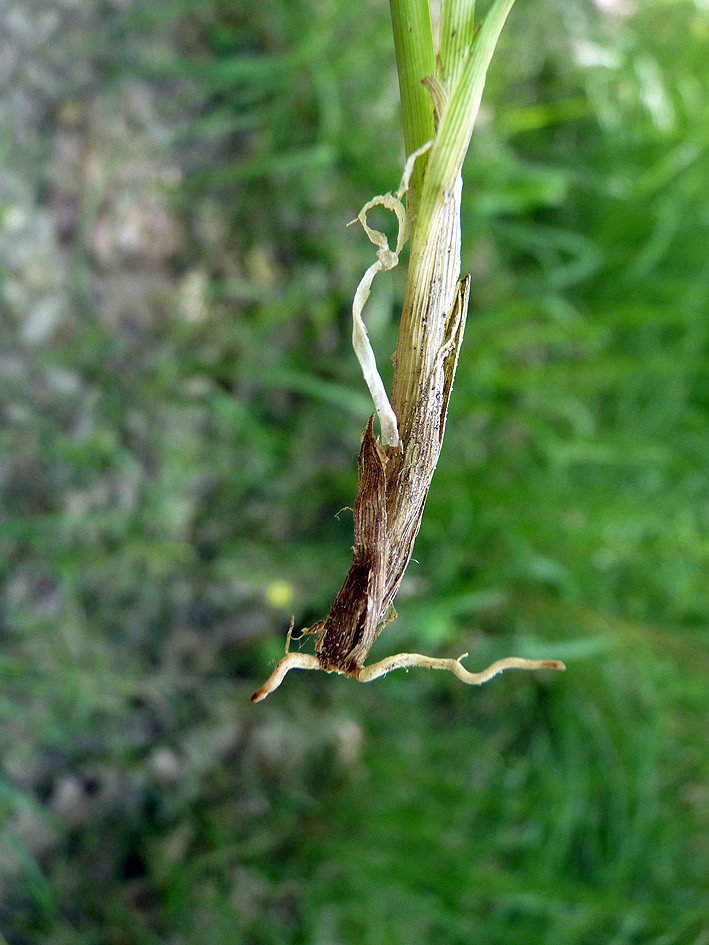
Bladscheden
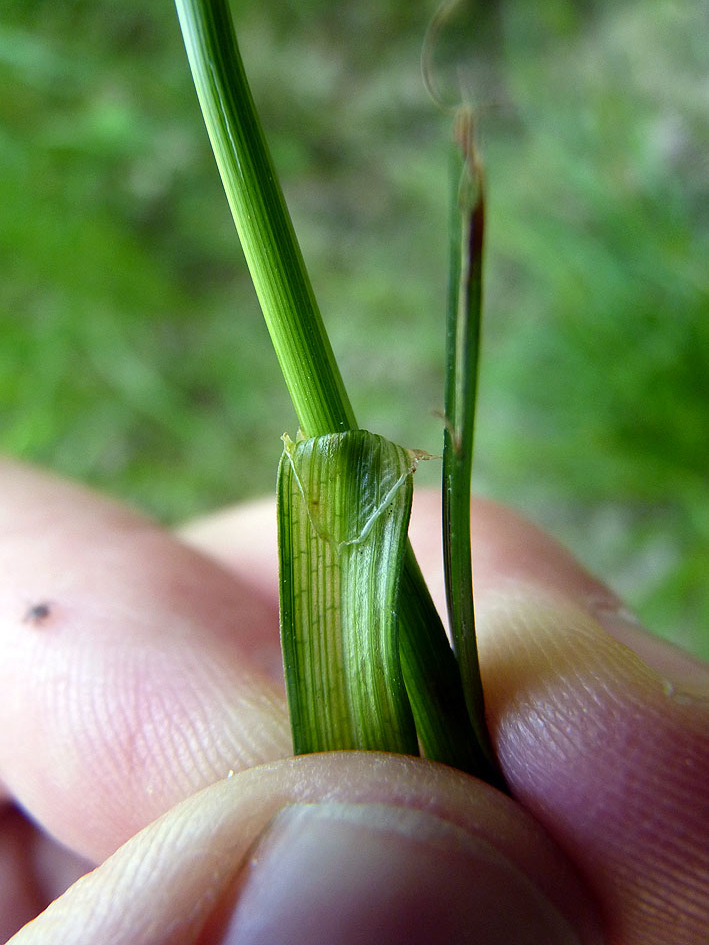
Tongetje
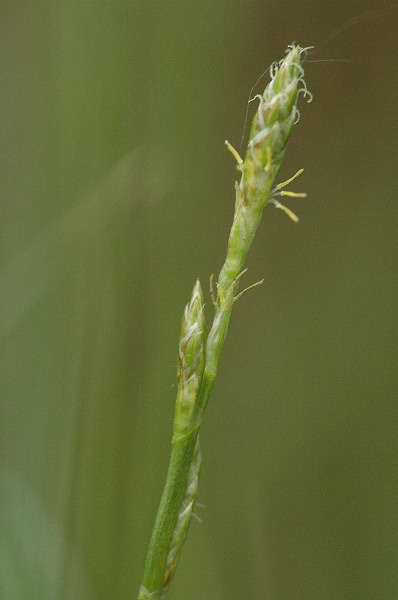
Bloeiwijze
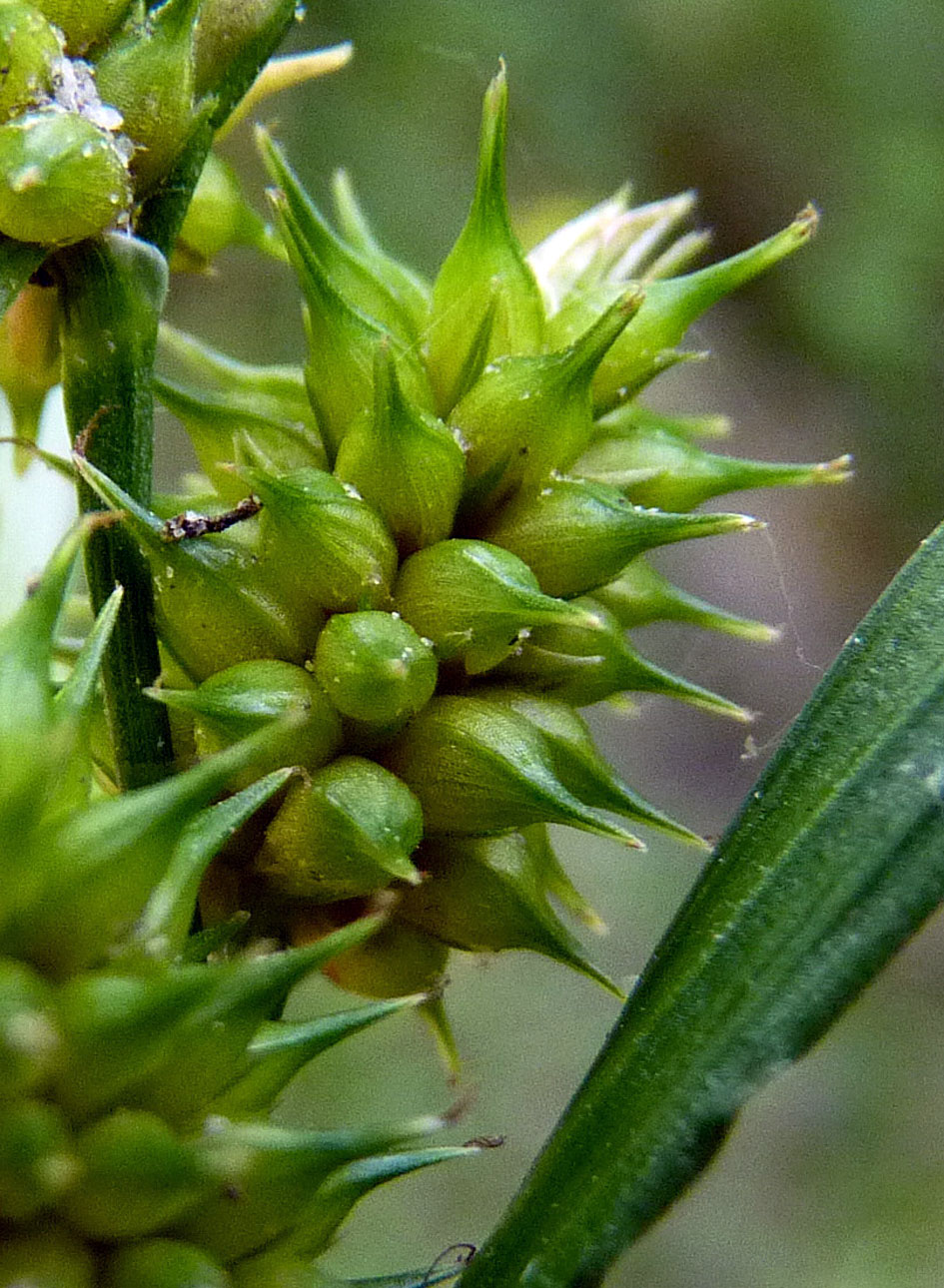
Urntjes